# Quiché
Quiché (K'iche') su jedna od najznačajnijih grana Indijanaca Mayan nastanjenih u planinskim predjelima Gvatemale u departmanima Huehuetenango, Chimaltenango, Quetzaltenango, Totonicapán, Quiché, Baja Verapaz, Retalhuleu, Suchitepéquez, Sololá i Escuintla. Quiché su u davnoj prošlosti bili savez plemena Quiché, Tamub i Ilocab. Danas se među njima također razlikuje nekoliko skupina, među kojima Sakapulteco i Rabinal. Ima ih oko 750.000. 

## Ime
Riječ quiché (queché, quechelah) označava šumu u više dijalekata u Gvatemali, i naziv označava, kako kaže Popol Vuh, i zemlju i narod. Dolazi od qui, quiy = mnogo + che =drvo, ili jednostavno šuma. Kod Nahuatla ova riječ kaže se Quauhtlemallan (izg. kvauhtlemaljan), kako su je nazivali Tlaškalteki koji su 1523. pomagali konkvistadoru Pedru de Alvaradu. Od Nahua nazivu Quauhtlemallan, nastalo je ime današnje Gvatemale. 

## Povijest
O ranim stanovnicima Gvatemale znamo po pričama iz Popol Vuha, koji među ostalim spominju i seobu plemena koja su živjela na Istoku, i koja su se zvala Tepeu, Olomán, Cohah, Quenech, Ahau. Tepeu se nazivaju i Yaqui ili Yaqui-Tepeu, i od grane su Tolteka koji zajedno na područje Gvatemale u prastara vremena došli zajedno s plemenima Quiché. Olománi su od Olmeca-Xicalanca, živjeli su u dobrim odnosima s narodom Quiché. Uz Quiché u Gvatemalu su se naselila i plemena Tamub, Ilocab, Rabinal, Cakchiquel, Vukamag Tecpam (trinaest plemena iz Tecpána; današnji Pokomame i Pokonchi), Tziquinahá, Zacahá, Lamac, Cumatz, Tuhalhá, Uchabahá, Chumilahá, Quibahá, Batenabá, Acul-Vinac, Balamihá, Canchahel, i Balam-Colob.
Vođe Tamuba bili su Copichoch, Cochochlam, Mahquinalon, Ahcanabil, dok Ilokabe dovedoše vođe Chi-Ya-Toh, Chi-Ya-Tziquin, Xol-Chi-Tum, Xol-Chi-Ramag i Chi-Pel-Camuhel. Ova dva plemena, Tamubi i Ilokabi s plemenom Quiché stvorit će savez koji će u buduće nastojati pokoriti sva plemena untutrašnjosti Gvatemale. S Cakchiquel Indijancima, najljućim protivnicima bit će u neprekidnom ratu. 
Pleme Quiché prema Popol Vuhu, utemeljili su 3 od 4 praroditelja, začetnici 3 velike kuće ili loze plemena Quiche. To su Balam-Quitzé (Tigar /Jaguar po novijem prijevodu/ koji ima sladak osmijeh)  čija je žena bila Cahá-Paluna (Voda uspravljena, ili ona što pada s visine; misli se na vodopad), i on osnuje lozu Cavec (u pluralu Caviquib). Balam-Acab (Noćni tigar; ili Nočni jaguar)   osnuje kuću Nihaib (pl. Nihaibab) a žena mu je postala Chomihá (voda lijepa i odabrana). Treću Quiche kuću Ahau Quiché osnuje Mahucutah (Neočešljani), čija je žena bila Tzununihá (voda kolibrića; popularni naziv za kolibrića u Gvatemali). To su bila tri utemeljitelja Quiche naroda. Četvrti praroditelj, Iqui-Balam (Tigar /Jaguar/ mjeseca ili Crni tigar, na jeziku Maya), nije imao djece a žena mu je bila Caquixahá (voda gvakamaja ili voda papagaja), po drugoj verzini nije bio ženjen.
Quiché su se organizirali i podijelili vladarska znamenja koja su dobili od Gospodara Istoka koji se zvao Topiltzin Acxitl Quetzalcoatl, a Kiče i Kakčikeli kratko su ga zvali Nacxit. Gospodara kuće Kavekove bilo je tada 9, a to su bili redom po činu: Ahpop, pa odmah iza njega Ahpop-Camhá, Ah-Tohil, Ah-Gucumatz, Nim-Chocoh-Cavec, Popol-Vinac-Chituy, Lolmet-Quehnay, Popol-Vinac Pa-Hom
Tzalatz i Uchuch-Camhá.
Kuća Nihaibova također je imala 9 gospodara:  Ahau-Galel, Ahau-Ahtzic-Vinac, Galel-Camhá, Nima-Camhá, Uchuch-Camhá, Nim-Chocoh-Nihaibab, Avilix, Yacolatam, Utzam-pop-Zaclatol i Nimá-Lolmet-Ycoltux.
Kiče od loze Ahau-Quiché imala je 4 gospodara, i to: Ahtzic-Vinac, Ahau-Lolmet, Ahau-Nim-Chocoh-Ahau i Ahau-Hacavitz.
Kasnije se pojavila i 4 loza nazvana Zaquic, čiji su se gospodari nazivali Tzutuhá i Galel Zaquic.
U vrijeme dok su još tražili mjesto gdje će se nastaniti, 4 praoca Quiche naroda nosila su i svaki svoga boga, kojima su prinosili i ljudske žrtve. Predak kuće Cavecove, Balam-Quitzé, nosio je boga Tohila. Avilix je bio bog Kiča od Nihaiba, pa ga je nosio Balam-Acab. Mahucutah, praotac ljudi od Ahau Quiché bio je Mahucutah i nosio je boga Hacavitza. Bog nevažnog Iqui-Balama, zvao se Nicahtacah.
Događaji koji su se odvijali na području Gvatemale mogli su biti izazvani padom Tule, oko 1250. i ekspanzijom Tolteka koji su sa sobom donesli superiorniju vojnu tehniku, ljudska žrtvovanja, urbani način života, ali jezika nisu nametnuli. Od 1250 pa do 1500. K'iche' Indijanci su u ekspanziji, zaratili su s Tzutuhilima, Uspantecima, Cakchiquelima i ostalima. Španjolske trupe 1524. predvođene Pedro de Alvaradom osvojit će zemlju gvatemalskih Indijanaca, i osvojiti 3 glavna grada koja su bila središta Quiche plemena. Glavno središte bilo je Gumarcaah (K'umarcaaj), od Meksikanaca nazivan Utatlán. Od tri Quiche praotaca pa do dolaska Španjolaca na prijestoljima Quiche naroda izredali su se redom:
Kiče od Caveca:
- Balam-Quitzé (Balam-Kice), praotac Kavekovih
- Qocavib (Kokavib), drugo koljeno
- Balam-Conaché (Balam-Konače), vladar s kojim počinje titula Ahpop i Ahpop-Camha, treća generacija. Balam-Conaché je bio sin Kokavibov, kojega je ovaj imao sa ženom svoga brata Kokaiba (Qocaib)
- Cotuhá [I] i Iztayub (Kotuha i Istajub), četvrta generacija
- Gucumatz (Gukumac) i Cotuhá [II], vladari-čudotvorci, peta generacija.
- Tepepul i Iztayul (Tepepul i Istajul). Šesti po redu
- Quicab i Cavizimah (Kikab i Kavisimah), Kikab je bio sin Kotuhin. sedmo koljeno vladara.
- Tepepul i Iztayub (Tepepul i Istajub), osma generacija
- Tecum i Tepepul (Tekum i Tepepul), deveto koljeno.
- Vahxaqui-Caam i Quicab (Vahšaki-Kaam i Kikab), deseta generacija,
- Vucub-Noh i Cauutepech (Vukub Noh i Kauutepeć), jedanaesto koljeno.
- Oxib-Queh i Beleheb-Tzi (Ošib-Keh i Beleheb-Ci). 12. vladari po redu, tada je već došao Donadiú ili Tonatiuh (španjolski konkvistador Alvarado). Španjolci su ih objesili ili zadavili.
- Tecum i Tepepul, 13. generacija. oni već plaćaju danak Španjolcima. Sudbina Tekumova nije poznata. Tepepul je Sequechul (Knjiga vijeća). Vladao je od 1524. do 1526. kada je uhićen nakon jedne pobune Indijanaca i utamničen do 1540. Alvarado ga je objesio zajedno s vladarom Cakchiquela Belehé-Qatom,
- Don Juan de Rojas i don Juan Cortés, 14. vladari, sinovi Tekuma i Tepepula.

Kiče od Nihaiba:
- Balam-Acab, začetnik.
- Qoacul i Qoacutec (Koakul i Koakutek), druga generacija
- Cochahuh i Cotzibahá (Koćahuh i Kocibaha), treće koljeno
- Beleheb-Queh (I), četvrto koljeno
- Cotuhá (Kotuha), peta generacija.
- Batza (Baca), šesti vladar
- Iztayul (Istajul), sedma generacija
- Cotuhá [II], osmi vladar
- Beleheb-Queh [II], deveti.
- Quemá (Kema), deseti.
- Ahau-Cotuhá (Ahau-Kotuha). jedanaesti
- Don Cristóval, vladao u vrijeme Španjolaca
- Don Pedro de Robles,

Ahau-Quiché
- Mahucutah, prvorođeni
- Qoahau (Koahau)
- Caglacán (Kaglakan).
- Cocozom (Kokosom).
- Comahcún (Komahkun)
- Vucub-Ah (Vukub-Ah).
- Cocamel (Kokamel)
- Coyabacoh (Kojabakoh).
- Vinac-Bam (Vinak-Bam)

## Etnografija
K'iche'-ekonomija počiva na agrikulturi koja se nije mnogo izmijenila od pred-hispanskog perioda, sistem milpa, u kojemu su glavne kulture kukuruz i grah. Uz poljoprivredu važnu ulogu je svakako imao i lov, a od oružja spominje se puhaljka (serbatana), lovačko oružje tipično kišnoj šumi. Svoje gradove gradili su po teško pristupačnim vrhovima, okruženi provalijama. Kuće 24 gospodara (po 9 od Nihaiba i Caveca, 4 od Ahau-Quiché i 2 od Zaquica) bile su postavljene u krug, građene od neke vrste vapna i kamena, s krovovima od slame. Gumarcaah je imao i svetište s hramovima oko njega, kao i igralište za loptu, što opisuje i Popol Vuh. 
Povijesno oni su patrilinearni, organizirani u klanove, sa sistemom srodstva tipa 'Eskimo'. Prevladava nuklearna obitelj, sastavljena od muža, žene i djece, isprva patrilokalna, koja se po rođenju djeteta, odvaja od mladoženjinih roditelja. Ako iz nekog razloga ne bi došlo do odvajanja nove obitelji iz doma njegovih roditelja, ova nuklearna obitelj bi prerastala u patrilokalno prošireno domaćinstvo, sastavljeno od tri generacije.
Žrtvovanja su vršili kremenim noževima poznatim kao Zaquitoc.

## Vanjske poveznice
- Quiche (K'iche')  Arhivirana inačica izvorne stranice od 14. travnja 2007. (Wayback Machine)
- Quiche (UTLATECA)
- Palm Leaf Hats  Arhivirana inačica izvorne stranice od 7. travnja 2007. (Wayback Machine)